# BAR 01
O  BAR 01 foi o primeiro modelo da BAR da temporada de 1999 da Fórmula 1. Condutores: Jacques Villeneuve, Ricardo Zonta e Mika Salo.
Em seu ano de estreia a equipe causou polêmica, porque ela queria colocar no grid os dois carros estampados com patrocinadores diferentes: o de Jacques Villeneuve iria com Lucky Strike e o de Ricardo Zonta com 555. Pelo regulamento da Fórmula 1 isso é proibido, porque o regulamento estabelece que ambos os carros devem ter a mesma pintura. As duas marcas de cigarros eram pertencentes a empresa-mãe da BAT (British American Tobacco), a equipe não conseguiu decidir qual seria o patrocinador, então decidiram dividir de um lado o branco da Lucky Strike, e do outro o azul da 555, todos os trajes de mecânicos também eram metade Lucky Strike e metade 555, além dos motoristas que tinham ternos e capacetes diferentes. Jacques Villeneuve teve o Lucky Strike em seu terno e em seu capacete e Ricardo Zonta tinha o 555 marca em seu terno em seu capacete.

## Resultados[1]
(legenda) 
|      |    |                   |   |    |                    |     |     |     |     |     |     |     |     |     |     |     |     |     |     |     |     |   |          |  |  |  |
|      |    |                   |   |    |                    | AUS | BRA | SMR | MON | ESP | CAN | FRA | GBR | AUT | GER | HUN | BEL | ITA | EUR | MAL | JPN |   |          |  |  |  |
| 1999 | 01 | Supertec FB01 V10 | B | 22 | Jacques Villeneuve | Ret | Ret | Ret | Ret | Ret | Ret | Ret | Ret | Ret | Ret | Ret | 15  | 8   | 10† | Ret | 9   | 0 | NC (11º) |  |  |  |
| 1999 | 01 | Supertec FB01 V10 | B | 23 | Ricardo Zonta      | Ret | NQ  |     |     |     | Ret | 9   | Ret | 15† | Ret | 13  | Ret | Ret | 8   | Ret | 12  | 0 | NC (11º) |  |  |  |
| 1999 | 01 | Supertec FB01 V10 | B | 23 | Mika Salo          |     |     | 7   | Ret | 8   |     |     |     |     |     |     |     |     |     |     |     | 0 | NC (11º) |  |  |  |

† Completou mais de 90% da distância da corrida.